# 연양초등학교
연양초등학교(燕陽初等學校)는 대한민국 세종특별자치시 어진동에 있는 공립 초등학교이다.

## 연혁
- 1939.05.05 연양공립심상소학교 설립 인가
- 1941.04.01 연양공립국민학교로 변경
- 1996.03.01 연양초등학교로 변경
- 2008.03.01 행정중심복합도시 건설로 인하여 폐교
- 2014.03.03 연양초등학교 재개교 (12학급 141명)
- 2014.06.01 4학급 증설 (16학급)
- 2014.09.01 13학급증설(29학급), * 특수1학급 인가
- 2014.10.01(구)연양초등학교 졸업 회기 연계 결정
- 2015.03.01 41학급, 특수 2학급 편성(43학급)
- 2016.03.01 44학급, 특수 2학급 편성(46학급)
- 2017.02.16 제 68회 151명 졸업 (졸업생 누계 5,549명)
- 2017.03.01 엄창섭 교장 부임
- 2017.03.01 48학급, 특수 2학급 편성(50학급)
- 2018.01.30 제69회 156명 졸업(졸업생 누계 5,705명)
- 2018.03.0150학급, 특수 2학급 편성(52학급)

## 참고 자료
- 연양초등학교 - 한국교육학술정보원 학교알리미